# براين ساندوفال
براين ساندوفال (بالإنجليزية: Brian Sandoval)‏ (و. 1963 – م) هو سياسي أمريكي والحاكم الثلاثون والحالي لولاية نيفادا ولد في ردينغ، كاليفورنيا. وهو عضو في الحزب الجمهوري .

## التعليم
تعلم في جامعة ولاية أوهايو.